# Suryavarman II
 (septembre 2017).
Si vous disposez d'ouvrages ou d'articles de référence ou si vous connaissez des sites web de qualité traitant du thème abordé ici, merci de compléter l'article en donnant les références utiles à sa vérifiabilité et en les liant à la section « Notes et références ».
Suryavarman II (khmer : ព្រះបាទសូរ្យវរ្ម័នទី២ ; nom posthume Paramavishnuloka) est roi de l'Empire khmer de 1113 à 1150, constructeur d'Angkor Vat, son temple d'État, qu'il dédie au dieu hindou Vishnou. C'est le plus prestigieux des monuments royaux du site et le chef-d'œuvre de la période classique khmère.

## Étymologie
Il prend le nom de « Suryavarman » après son accession au trône. Surya est un terme sanskrit signifiant « soleil » bien que varman soit un suffixe dans les noms royaux khmers qui est généralement traduit par « bouclier » ou « protecteur ». Ce souverain ainsi que Suryavarman Ier sont parfois appelés les « rois soleils ».

## Origine
Fils du prince Kshitindratitya et de Narendralakshmi, petit-neveu du côté maternel des rois Jayavarman VI et Dharaindra Varman Ier, il se révolte contre ce dernier et le tue pour prendre le pouvoir. Il doit de plus éliminer un autre souverain, identifié avec Nripatindravarman.

## Chronologie des faits marquants de son règne

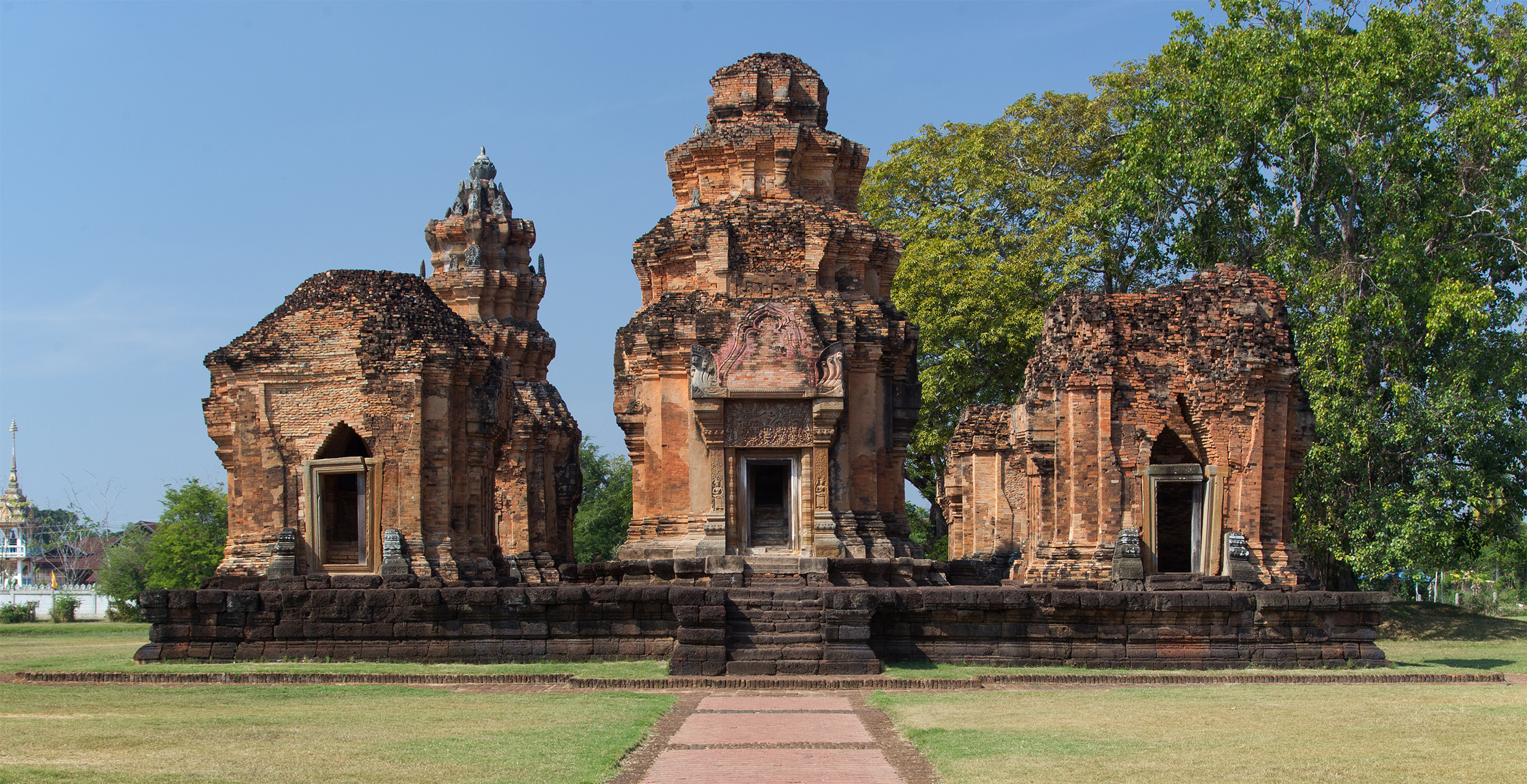
Le temple khmer Prasat Sikhoraphum construit sur l'ordre de Suryavarman II.

Son règne marque l'apogée de la puissance khmère et la période de la plus grande expansion de l'empire.
- 1116 : Suryavarman II renoue les relations diplomatiques avec la Chine qui avaient été rompues sous le règne de Jayavarman II, en envoyant un tribut à la cour impériale chinoise.

- 1123 à 1136 : Suryavarman lance une série de campagnes infructueuses contre le Đại Việt, royaume vietnamien qui s'était rendu indépendant de l'Empire chinois en 939.

- 1128 : Suryavarman II envahit avec 20 000 hommes le Đại Việt mais il est défait et repoussé à Nhge An. Quelques mois plus tard il ravage les côtes du golfe du Tonkin avec une flotte de 700 navires. Suryavarman II oblige alors le royaume de Champā à l'appuyer dans son effort de guerre.

- 1132 : les forces coalisées du Cambodge et du Champā attaquent de nouveau Nghe An mais sont encore refoulées.

- 1136 : le roi Cham Jaya Indravarman III fait la paix avec le Dait Viet et refuse de se joindre à Suryavarman dans une nouvelle campagne qui se termine encore de manière désastreuse.

- 1144 : Suryavarman II envahit le Champā et dépose le roi Cham qu'il considère comme un traître.

- 1145 : annexion du Champā où le roi Khmer nomme son beau-frère Harideva comme roi vassal.

- 1147 : Jaya Harivarman Ier, prétendant national au Champā, bat plusieurs fois les troupes khmères envoyées contre lui. Il défait et tue le « roi » Harideva lors de la reprise de la capitale cham Vijaya.

À l’ouest, les expéditions contre les royaumes Môns du Haut-Ménam ne sont pas plus heureuses.
Suryavarman II meurt en 1150 pendant une nouvelle campagne contre le Champā. Il a comme successeur son cousin germain Dharanindra Varman II.

## Culture populaire
Suryavarman II est le dirigeant de la civilisation khmère dans le jeu vidéo Civilization IV: Beyond the Sword (2007).